# جيمس لاركين

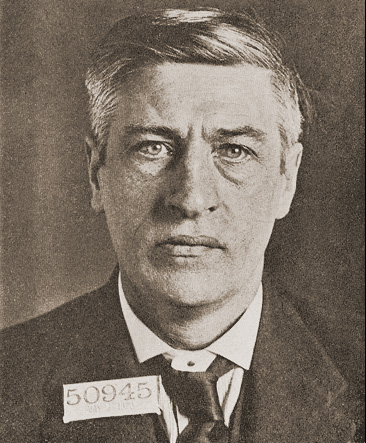
جيمس لاركين

جيمس لاركين (28 يناير 1874 – 30 يناير 1947)، يُعرف أحيانًا باسم جيم لاركين أو بيغ جيم، كان جمهوريًا إيرلنديًا واشتراكيًا وزعيمًا نقابيًا. كان أحد مؤسسي حزب العمال الأيرلندي جنبًا إلى جنب مع جيمس كونولي وويليام أوبراين، وأسس لاحقًا رابطة العمال الأيرلندية (حزب شيوعي اعترف به الكومنترن باعتباره القسم الأيرلندي من الحركة الشيوعية العالمية)، وكذلك نقابة النقل والعمال الأيرلندية (آي تي جي دابليو يو) واتحاد العمال الأيرلندي (اندمجت النقابتان لاحقًا لتصبح سيبتو، أكبر نقابة عمالية في أيرلندا). إلى جانب كونولي وجاك وايت، كان أيضًا مؤسسًا للجيش المدني الأيرلندي (آي سي إيه، مجموعة شبه عسكرية كانت أساسية لكل من إضراب دبلن وثورة عيد الفصح). كان لاركين شخصية بارزة في الحركة النقابية (السندكالية).
ولد لاركين لأبوين أيرلنديين في ليفربول، إنجلترا. نشأ في بيئة فقيرة، وتلقى القليل من التعليم الرسمي وبدأ العمل في مجموعة متنوعة من الوظائف بينما كان لا يزال طفلًا. أصبح منظمًا نقابيًا بدوام كامل في عام 1905. انتقل لاركين إلى بلفاست في عام 1907، حيث شارك في العمل النقابي والإضراب النقابي بما في ذلك تنظيم إضراب بلفاست دوك عام 1907. انتقل لاركين لاحقًا جنوبًا ونظم العمال في دبلن، وكورك، ووترفورد بنجاح كبير. أسس نقابة النقل والعمال الأيرلندية العامة بعد طرده من الاتحاد الوطني لعمال المرفأ (إن يو دي إل) لمشاركته في إضراب في دبلن ضد تعليمات النقابة، وسرعان ما حلت هذه النقابة الجديدة محل إن يو دي إل في أيرلندا. انتقل لاحقًا إلى دبلن التي أصبحت مقر نقابته ومحور نشاطه النقابي، وكذلك المكان الذي تشكل فيه حزب العمال الأيرلندي. ربما اشتهر بدوره في تنظيم إضراب عام 1913 الذي أدى إلى إغلاق دبلن. كان الإغلاق نزاعًا صناعيًا حول أجور العمال وظروفهم بالإضافة إلى حقهم في التنظيم، وحظي باهتمام وتغطية في جميع أنحاء العالم. وقد وصف الإضراب بأنه «بلغ سن الرشد للحركة النقابية الأيرلندية». شُكل الجيش المدني الأيرلندي أثناء الإغلاق لحماية العمال المضربين من عنف الشرطة. بعد فترة وجيزة من الإغلاق تولى لاركين القيادة المباشرة لآي سي إيه، وبدأ عملية إصلاحه في منظمة ثورية شبه عسكرية من خلال تسليحهم ببنادق ماوزر التي اشتراها المتطوعون الأيرلنديون من ألمانيا وهربوها إلى أيرلندا في يوليو 1914.
في أكتوبر 1914 غادر لاركين أيرلندا وسافر إلى أمريكا لجمع الأموال لآي تي جي دابليو يو وآي سي إيه، تاركًا كونولي مسؤولًا عن كلتا المنظمتين. خلال الفترة التي قضاها في أمريكا، انخرط لاركين في الحركة الاشتراكية هناك، وأصبح عضوًا في الحزب الاشتراكي الأمريكي. ثم انخرط في الحركة الشيوعية المبكرة في أمريكا، وسجن لاحقًا في عام 1920 في خضم الذعر الأحمر بعد إدانته بإثارة «الفوضى الإجرامية». ثم أمضى عدة سنوات في سنج سنج، قبل أن يعفو عنه حاكم نيويورك آل سميث في نهاية المطاف في عام 1923 وثم رُحل لاحقًا. عاد لاركين بعد ذلك إلى أيرلندا حيث انخرط مرة أخرى في الاشتراكية والسياسة الأيرلندية، في حزب العمال أو في رابطة العمال الأيرلندية التي شُكلت حديثًا. بحلول هذا الوقت أُعدم كونولي لدوره في انتفاضة عيد الفصح وحزن لاركين على وفاة صديقه وزميله. شكل لاركين أيضًا اتحاد عمال أيرلندا (دابليو يو آي) بعد أن فقد السيطرة على آي تي جي دابليو يو، وكان دابليو يو آي تابعًا للمنظمة الدولية الحمراء لنقابات العمال (برومينترن) بعد فترة وجيزة من تشكيلها. خدم لاركين في منصب مندوب الجمعية في ثلاث مناسبات، كما عمل اثنان من أبنائه (جيمس لاركين جنر ودينيس لاركين) في منصب مندوب الجمعية. عمل جيم لاركين نائبًا لحزب العمال في دويل أيرن من عام 1943 إلى عام 1944، تاركًا دويل أيرن لآخر مرة في عام 1944، وتوفي في دبلن عام 1947. ألقى رئيس أساقفة دبلن الكاثوليكي جون تشارلز مكويد قداس جنازته. وفي آخر ظهور علني له، اصطحب آي سي إيه موكب جنازته عبر دبلن إلى موقع دفنه في مقبرة جلاسنيفين.
حظي لاركين باحترام المعلقين أثناء حياته وبعدها، حيث وصفه جورج برنارد شو بأنه «أعظم أيرلندي بعد بارنيل»، ووصفه صديقه وزميله في الحركة العمالية جيمس كونولي بأنه «رجل عبقري، ذو حيوية رائعة، عظيم في مفاهيمه، رائع في شجاعته»، وفلاديمير لينين أشار إليه بأنه «متحدث رائع ورجل ذو طاقة متأججة صنع المعجزات بين العمال غير المهرة». ومع ذلك، لاحظ معلقون آخرون أن لاركين «تشوهت سمعته باعتباره هدام من قبل الرفاق السابقين»، حيث أشار الباحث دونال نيفين إلى أن بعض أفعال لاركين، بما في ذلك هجماته على الآخرين في الحركة العمالية، تعني أن لاركين قد «أبعد عمليًا جميع قادة الحركة وجماهير أعضاء النقابات العمالية» بحلول منتصف عشرينيات القرن العشرين.
لا يزال «بيغ جيم» لاركين يحتل موقعًا في الذاكرة الجماعية لدبلن وذاكرة الشعوب، حيث كُشف عن تمثال له في شارع أوكونيل في عام 1979.

## النشأة
قيل إن لاركين وُلد في 21 يناير 1876، وكان هذا هو التاريخ الذي اعتقد هو نفسه أنه دقيق، ولكن يُعتقد الآن أنه ولد بالفعل في 28 يناير 1874. كان الابن الأكبر للمهاجرين الأيرلنديين جيمس لاركين، من درومينتي وماري آن ماكنولتي، من بورين، مقاطعة داون. عاشت عائلة لاركين الفقيرة في الأحياء العشوائية في ليفربول خلال السنوات الأولى من حياته. من سن السابعة، التحق بالمدرسة في الصباح وعمل بعد الظهر لزيادة دخل الأسرة، وهو ترتيب شائع في أسر الطبقة العاملة في ذلك الوقت. في سن الرابعة عشرة، بعد وفاة والده، تدرب في الشركة التي عمل بها والده، ولكنه فُصل بعد عامين. كان عاطلًا عن العمل لبعض الوقت ثم عمل بحارًا ومفرغ سفن. بحلول عام 1903، كان رئيس عمال المرفأ، وفي 8 سبتمبر من ذلك العام، تزوج إليزابيث براون.
منذ عام 1893، طور لاركين اهتمامًا بالاشتراكية وأصبح عضوًا في حزب العمل المستقل. في عام 1905، كان أحد رؤساء العمال القلائل الذين شاركوا في إضراب على أرصفة ليفربول. انتُخب في لجنة الإضراب، وعلى الرغم من أنه فقد وظيفة رئيس العمال نتيجة لذلك، فقد أثار أداؤه إعجاب الاتحاد الوطني لعمال المرفأ (إن يو دي إل) لدرجة أنه عُين منظمًا مؤقتًا. حصل لاحقًا على منصب دائم في النقابة، التي أرسلته في عام 1906 إلى اسكتلندا، حيث نظم بنجاح العمال في بريستون وغلاسكو. شن لاركين حملة ضد الهجرة الصينية، وقدمها على أنها تهديد من شأنه أن يقوض العمال، وقاد مسيرات في عام 1906 في ليفربول مع خمسين عامل يرتدون مثل «الصينيين».